# مجموعه بصیر دیوان
مجموعه بصیر دیوان مربوط به اوسط دوره قاجار است و در شیراز، محله سنگ سیاه ـ بازارچه حاج زینل واقع شده و این اثر در تاریخ ۱۰ آذر ۱۳۵۴ با شمارهٔ ثبت ۱۲۲۴ به‌عنوان یکی از آثار ملی ایران به ثبت رسیده است.